# Старший червонофлотець
Старший червонофлотець — військове звання у ВМФ СРСР, що існувало з 1940 по 1946 рік. Відповідало армійському званню єфрейтор. У липні 1946 року замінено званням старший матрос.
| Молодше звання: Червонофлотець    |
| Старший червонофлотець            |
| Старше звання: Старшина ІІ статті |